# Nog even niet
Nog even niet is een lied van de Nederlandse zangeres Maan. Het werd in 2020 als single uitgebracht en stond in hetzelfde jaar als vijfde track op het album Onverstaanbaar.

## Achtergrond
Nog even niet is geschreven door Maan de Steenwinkel, Adriaan Persons, Catalina Schweighauser, Nick Ribbens en Tjeerd van Zanen en geproduceerd door Persons en Ribbens. Het is een lied uit het genre nederpop. Het is een lied waarin de zangeres zingt over  dat zij met rust gelaten wil worden en leven in het moment. Het lied stond al begin 2020 op het album, maar werd pas een half jaar later als single uitgebracht. De bijbehorende video, waarin de zangeres is te zien terwijl ze in een auto aan het rondrijden is, was wel al in januari opgenomen.

## Hitnoteringen
De zangeres had weinig succes met het lied. Er was geen notering in de Single Top 100 en ook de Top 40 werd niet bereikt. Bij laatstgenoemde was er wel de dertiende plaats in de Tipparade. 